# Jovan Mijatović
Jovan Mijatović (Belgrado, Serbia y Montenegro, 11 de julio de 2005) es un futbolista serbio. Juega de delantero centro y su equipo actual es el Oud-Heverlee Leuven de la Primera División de Bélgica, cedido desde New York City Football Club.

## Trayectoria
Se formó en las divisiones juveniles del Estrella Roja de Belgrado y fue escalando en las diferentes categorías. En el año 2022 fue cedido al FK Grafičar Beograd para tener su primera experiencia con profesionales en la segunda categoría del fútbol serbio.
Debutó como profesional el 31 de julio de 2022, ingresó al minuto 69 para enfrentar a FK Mačva Šabac y empataron 2-2. En la fecha 2 volvió a ingresar en los minutos finales y logró convertir su primer gol oficial, en lo que fue la victoria 5-1 frente a FK Loznica. Con 17 años se ganó la titularidad y en sus primeros 8 partidos como profesional convirtió 5 goles.
Regresó al Estrella Roja tras su buen rendimiento y debutó con su club formativo el 13 de octubre por Europa League, jugó los 8 minutos finales contra Ferencváros Torna Club pero perdieron 2-1. Su debut en la máxima categoría del fútbol serbio se produjo el 30 de octubre, estuvo los 90 minutos en cancha, brindó una asistencia y ganaron 0-2 al FK Kolubara Lazarevac. En la temporada 2022-23 ganaron la Superliga de Serbia y Copa de Serbia, jugó 17 partidos y anotó un gol.
Para la temporada 2023-24 su club decidió registrarlo en Grafičar para utilizar por primera vez una novedad de la liga serbia, que consistió en inscribir a jugadores en 2 clubes para que jueguen al mismo tiempo en ambos para darles rodaje y tenerlos a disposición. En el primer semestre de la temporada convirtió 9 goles en 19 partidos jugados.
El 19 de febrero de 2024 fue fichado por New York City Football Club, firmó contrato hasta 2028. Durante el año disputó 15 partidos y convirtió un gol, a comienzos de 2025 fue cedido a Oud-Heverlee Leuven para que tenga rodaje en una liga europea hasta junio.
Disputó 7 partidos y convirtió 1 gol con el club belga, debido a una lesión se perdió varias jornadas. El 2 de julio de 2025 se anunció una extensión en su cesión, hasta junio de 2026.

## Selección nacional
Ha sido internacional con la selección de fútbol de Serbia en las categorías sub-15, sub-17, sub-19 y sub-21.

## Estadísticas

### Clubes
Actualizado al último partido citado el 11 de mayo de 2025.
| Club                               | Div.          | Temporada     | Liga  | Liga  | Liga   | Copas nacionales | Copas nacionales | Copas nacionales | Copas internacionales | Copas internacionales | Copas internacionales | Total | Total | Total  |
| Club                               | Div.          | Temporada     | Part. | Goles | Asist. | Part.            | Goles            | Asist.           | Part.                 | Goles                 | Asist.                | Part. | Goles | Asist. |
| ---------------------------------- | ------------- | ------------- | ----- | ----- | ------ | ---------------- | ---------------- | ---------------- | --------------------- | --------------------- | --------------------- | ----- | ----- | ------ |
| F. K. Grafičar Serbia              | 2.ª           | 2022-23       | 8     | 5     | 0      | -                | -                | -                | —                     | —                     | —                     | 8     | 5     | 0      |
| F. K. Grafičar Serbia              | 2.ª           | 2023-24       | 5     | 0     | 0      | -                | -                | -                | —                     | —                     | —                     | 5     | 0     | 0      |
| F. K. Grafičar Serbia              | Total club    | Total club    | 13    | 5     | 0      | 0                | 0                | 0                | 0                     | 0                     | 0                     | 13    | 5     | 0      |
| F. K. Estrella Roja Serbia         | 1.ª           | 2022-23       | 12    | 1     | 1      | 3                | 0                | 0                | 2                     | 0                     | 0                     | 17    | 1     | 1      |
| F. K. Estrella Roja Serbia         | 1.ª           | 2023-24       | 14    | 8     | 2      | 1                | 1                | 0                | 4                     | 0                     | 0                     | 19    | 9     | 2      |
| F. K. Estrella Roja Serbia         | Total club    | Total club    | 26    | 9     | 3      | 4                | 1                | 0                | 6                     | 0                     | 0                     | 36    | 10    | 3      |
| New York City F. C. Estados Unidos | 1.ª           | 2024          | 12    | 0     | 0      | -                | -                | -                | 3                     | 1                     | 0                     | 15    | 1     | 0      |
| New York City F. C. Estados Unidos | Total club    | Total club    | 12    | 0     | 0      | 0                | 0                | 0                | 3                     | 1                     | 0                     | 15    | 1     | 0      |
| OH Leuven · Bélgica                | 1.ª           | 2024-25       | 7     | 1     | 0      | -                | -                | -                | —                     | —                     | —                     | 7     | 1     | 0      |
| OH Leuven · Bélgica                | 1.ª           | 2025-26       | 0     | 0     | 0      | -                | -                | -                | —                     | —                     | —                     | 0     | 0     | 0      |
| OH Leuven · Bélgica                | Total club    | Total club    | 7     | 1     | 0      | 0                | 0                | 0                | 0                     | 0                     | 0                     | 7     | 1     | 0      |
| Total carrera                      | Total carrera | Total carrera | 58    | 15    | 3      | 4                | 1                | 0                | 9                     | 1                     | 0                     | 71    | 17    | 3      |
| 1. 2.                              |               |               |       |       |        |                  |                  |                  |                       |                       |                       |       |       |        |

### Selección
Actualizado al último partido citado el 25 de marzo de 2025.
| Selección         | Temporada         | Continental | Continental | Continental | Mundial | Mundial | Mundial | Amistosos | Amistosos | Amistosos | Total | Total | Total  |
| Selección         | Temporada         | Part.       | Goles       | Asist.      | Part.   | Goles   | Asist.  | Part.     | Goles     | Asist.    | Part. | Goles | Asist. |
| ----------------- | ----------------- | ----------- | ----------- | ----------- | ------- | ------- | ------- | --------- | --------- | --------- | ----- | ----- | ------ |
| Sub-15 Serbia     | 2019              | —           | —           | —           | —       | —       | —       | 3         | 1         | 0         | 3     | 1     | 0      |
| Sub-15 Serbia     | Total sel.        | 0           | 0           | 0           | 0       | 0       | 0       | 3         | 1         | 0         | 3     | 1     | 0      |
| Sub-17 Serbia     | 2021-22           | 7           | 1           | 1           | —       | —       | —       | 1         | 0         | 0         | 8     | 1     | 1      |
| Sub-17 Serbia     | Total sel.        | 7           | 1           | 1           | 0       | 0       | 0       | 1         | 0         | 0         | 8     | 1     | 1      |
| Sub-19 Serbia     | 2022-23           | 6           | 1           | 1           | —       | —       | —       | 3         | 0         | 0         | 9     | 1     | 1      |
| Sub-19 Serbia     | 2023-24           | 5           | 0           | 0           | —       | —       | —       | 5         | 4         | 0         | 10    | 4     | 0      |
| Sub-19 Serbia     | Total sel.        | 11          | 1           | 1           | 0       | 0       | 0       | 8         | 4         | 0         | 19    | 5     | 1      |
| Sub-21 Serbia     | 2024-25           | 3           | 1           | 1           | —       | —       | —       | 2         | 0         | 0         | 5     | 1     | 1      |
| Sub-21 Serbia     | Total sel.        | 3           | 1           | 1           | 0       | 0       | 0       | 2         | 0         | 0         | 5     | 1     | 1      |
| Total selecciones | Total selecciones | 21          | 3           | 3           | 0       | 0       | 0       | 14        | 5         | 0         | 35    | 8     | 3      |
| 1.                |                   |             |             |             |         |         |         |           |           |           |       |       |        |

## Palmarés

### Títulos nacionales
| Título              | Club          | País   | Año  |
| ------------------- | ------------- | ------ | ---- |
| Superliga de Serbia | Estrella Roja | Serbia | 2023 |
| Copa de Serbia      | Estrella Roja | Serbia | 2023 |